# Вонхоцк
Вонхоцк (пољ. Wąchock) је град у Пољској у Војводству Светокришком у Повјату starachowicki. Према попису становништва из 2011. у граду је живело 2.884 становника.
.

## Становништво
Према прелиминарним подацима са пописа, у граду је 2011. живело 2.884 становника.
| 2002. | 2011. | 2012. |
| ----- | ----- | ----- |
| 2.860 | 2.884 | 2.889 |